# Campeonato Africano de Atletismo Sub-18 e Sub-20 de 2023
A 15ª edição do Campeonato Africano de Atletismo Sub-20 foi organizado pela Confederação Africana de Atletismo no período de 16 de abril a 20 de abril de 2019. Foi realizado em conjunto com a 5º edição do Campeonato Africano de Atletismo Sub-18. A competição foi realizada no Estádio Levy Mwanawasa, em Ndola, na Zâmbia. Foram disputadas 45 provas na categoria Sub-20 e 40 provas na categoria Sub-18, tendo como destaque a África do Sul com 30 medalhas, 13 de ouro na categoria Sub-20. 

## Medalhistas

### Sub-18
Os resultados na categoria Sub-18 foram os seguintes: 
Masculino
| Evento                      | Ouro                             | Ouro     | Prata                               | Prata    | Bronze                              | Bronze   |
| --------------------------- | -------------------------------- | -------- | ----------------------------------- | -------- | ----------------------------------- | -------- |
| 100 metros                  | Werner Bezuidenhout (RSA)        | 10.47    | Steven Sabino (MOZ)                 | 10.48    | Bayaza Wayanda (RSA)                | 10.59    |
| 200 metros                  | Samuel Uchenna Ogazi (NGR)       | 20.93    | Leendert Koekemoer (RSA)            | 21.22    | Israel Okon Sunday (NGR)            | 21.36    |
| 400 metros                  | Samuel Uchenna Ogazi (NGR)       | 46.01    | Samuel Toili (KEN)                  | 46.18    | Leendert Koekemoer (RSA)            | 46.31    |
| 800 metros                  | Kelvin Kimutai Koech (KEN)       | 1:50.18  | Samuel Buche (ETH)                  | 1:50.60  | Adama Salam (GHA)                   | 1:50.90  |
| 1 500 metros                | Reynold Kipkorir Cheruiyot (KEN) | 3:33.65  | Ashenafi Gadisa (ETH)               | 3:36.98  | Gilbert Kipngetich Rono (KEN)       | 3:37.40  |
| 3 000 metros                | Sewmehon Anteneh (ETH)           |          | Andrew Kiptoo (KEN)                 |          | Clinton Kimutai (KEN)               |          |
| 10 km marcha atlética       | Rayyan Cherni (TUN)              | 50:08.15 | Yamkela Shosha (RSA)                | 50:08.15 | Akram Hocine (ALG)                  | 50:47.86 |
| 110 metros barreiras        | Naeem Jack (RSA)                 | 13.31    | Werner Bezuidenhout (RSA)           | 13.57    | Zehr Eddine (ALG)                   | 14.05    |
| 400 metros barreiras        | Matodzi Ndo (RSA)                | 51.36    | Nicholas Aninze Ifeanyichukwu (NGR) | 53.10    | Amos Kipkemoi (KEN)                 | 53.53    |
| 2.000 metros com obstáculos | Edmund Serem (KEN)               | 4:37.78  | Evans Kipkosgei Biwott (KEN)        | 4:38.63  | Feyisa Mengistu Obsa (ETH)          | 4:39.10  |
| Revezamento medley          | Nigéria (NGR)                    | 1:52.82  | África do Sul (RSA)                 | 1:53.20  | Gâmbia (GAM)                        | 1:53.67  |
| Salto em altura             | Luke van der Merwe (RSA)         | 2.10 m   | Justin Osigwe Jimoh (NGR)           | 2.05 m   | Fiaku Goodluck Ezechukwuchiri (NGR) | 2.00 m   |
| Salto com vara              | Farid Ahmed Tamer Mohamed (ALG)  | 4.40 m   | Andrew Rothman (RSA)                | 4.20 m   | Mohcene Guerfi (ALG)                | 4.20 m   |
| Salto em comprimento        | Temoso Masikane (RSA)            | 8.06 m   | Louai Lamraoui (ALG)                | 7.36 m   | Godsgift Nwabogwu (NGR)             | 6.97 m   |
| Salto triplo                | Precious Ugo Irivi (NGR)         | 15.70 m  | Samuel Tadiwanashe Dauti (ZIM)      | 14.65 m  | Yanis Kechar (ALG)                  | 14.64 m  |
| Arremesso de peso           | Henco Lamberts (RSA)             | 20.14 m  | Ammar Ashraf Ali Nady (EGY)         | 17.66 m  | Samir Sululu (TAN)                  | 16.89 m  |
| Lançamento de disco         | Zak Naude (RSA)                  | 55.19 m  | Ammar Ashraf Ali Nady (EGY)         | 54.20 m  | Henco Lamberts (RSA)                | 53.41 m  |
| Lançamento do martelo       | Adam Tamer Owis (EGY)            | 66.04 m  | Abdalla Mohamed Hussein (EGY)       | 65.12 m  | Roger Vorster (RSA)                 | 64.89 m  |
| Lançamento do dardo         | Ewald Jansen (RSA)               | 74.04 m  | Mohamed Osama Fathy Hassan (EGY)    | 69.69 m  | Haithem Arafat Ben Aoulai (ALG)     | 55.55 m  |
| Octatlo                     | Louai Lamraoui (ALG)             | 5629 pts | Mohcene Guerfi (ALG)                | 5047 pts | Adriaano Hartogh (RSA)              | 4731 pts |

Feminino
| Evento                      | Ouro                            | Ouro        | Prata                            | Prata    | Bronze                                                                         | Bronze      |
| --------------------------- | ------------------------------- | ----------- | -------------------------------- | -------- | ------------------------------------------------------------------------------ | ----------- |
| 100 metros                  | Faith Okwose (NGR)              | 11.53       | Justina Tiana Eyakpobeyan (NGR)  | 11.55    | Reabaka Matshitse (RSA)                                                        | 11.89       |
| 200 metros                  | Faith Okwose (NGR)              | 23.31 '     | Chane Vermeulen (RSA)            | 23.49    | Justina Tiana Eyakpobeyan (NGR)                                                | 23.60       |
| 400 metros                  | Colene Scheepers (RSA)          | 53.78       | Favour Onyah Onyinye (NGR)       | 54.05    | Chane Vermeulen (RSA)                                                          | 54.24       |
| 800 metros                  | Nancy Cherop (KEN)              | 2:05.88     | Daisy Chepngetich (KEN)          | 2:06.68  | Janet Jepkoech Chepkemoi (KEN)                                                 | 2:08.16     |
| 1 500 metros                | Nancy Cherop (KEN)              | 4:10.73     | Janet Jepkoech Chepkemoi (KEN)   | 4:13.20  | Aselef Amare Kassie (ETH)                                                      | 4:20.50     |
| 3 000 metros                | Nancy Cherop (KEN)              |             | Joyline Chepkemoi (KEN)          |          |                                                                                |             |
| 5 km marcha atlética        | Imen Saii (TUN)                 | 24:22.51    | Ayalew Sinshaw Abebu (ETH)       | 24:53.80 | Nesrine Cherni (TUN)                                                           | 25:02.94    |
| 100 metros barreiras        | Tumi Ramokgopa (RSA)            | 13.42       | Faith Osamuyi Osatohanmwen (NGR) | 13.77    | Sandri van Rooyen (RSA)                                                        | 13.84       |
| 400 metros barreiras        | Tumi Ramokgopa (RSA)            | 59.41       | Gift Ovedje Okeoghene (NGR)      | 61.18    | Odile Kiendrebeogo (BUR)                                                       | 67.97       |
| 2.000 metros com obstáculos | Alemnat Walle Fenta (ETH)       | 6:14.29     | Frehiwot Gesese Ayana (ETH)      | 6:18.55  | Diana Chepkemoi (KEN)                                                          | 6:23.70     |
| Revezamento medley          | Nigéria (NGR)                   | 2:09.46     | África do Sul (RSA)              | 2:09.95  | Quénia (KEN) · Jackline Nguyo · Daisy Chepkemoi · Selfa Ajiambo · Sharon Moraa | 2:14.52     |
| Salto em altura             | Cindy Strydom (RSA)             | 1.72 m      |                                  | m        |                                                                                | m           |
| Salto com vara              | Ansume de Beer (RSA)            | 3.80 m      |                                  | m        |                                                                                | m           |
| Salto em comprimento        | Timeke-Jade Coetzee (RSA)       | 6.08 m      | Prestina Oluchi Ochonogor (NGR)  | 6.00 m   | Awa Zongo (BUR)                                                                | 5.68 m      |
| Salto triplo                | Praise Djoma Oghenefejiro (NGR) | 12.67 m (w) | Awa Zongo (BUR)                  | 12.53 m  | Timeke-Jade Coetzee (RSA)                                                      | 12.14 m (w) |
| Arremesso de peso           | Alicia Khunou (RSA)             | 15.93 m     | Yedidya Bangue Elomboo (CMR)     | 13.61 m  | Ghofrane Lahmaedi (TUN)                                                        | 13.58 m     |
| Lançamento de disco         | Alicia Khunou (RSA)             | 50.10 m     | Ghofrane Lahmaedi (TUN)          | 33.91 m  | Gracious Selemani (ZAM)                                                        | 26.23 m     |
| Lançamento do martelo       | Anje Holtzhausen (RSA)          | 57.17 m     | Malak Sayed Mohamed Othman (EGY) | 56.23 m  | Nahed Amr Saleh Mahmoud El Tablihy (EGY)                                       | 53.70 m     |
| Lançamento do dardo         | Anli Engelbrecht (RSA)          | 49.91 m     | Manel Kahlouch (ALG)             | 44.76 m  | Carolyne Anyango Odwory (KEN)                                                  | 42.53 m     |
| Heptatlo                    | Cara Smith (RSA)                | 4708 pts    | Manel Kahlouch (ALG)             | 4535 pts | Chaima Aoudia (ALG)                                                            | 4321 pts    |

### Sub-20
Os resultados na categoria Sub-20 foram os seguintes: 
Masculino
| Evento                      | Ouro                                                                                             | Ouro     | Prata                                                                                         | Prata    | Bronze                                                                                           | Bronze   |
| --------------------------- | ------------------------------------------------------------------------------------------------ | -------- | --------------------------------------------------------------------------------------------- | -------- | ------------------------------------------------------------------------------------------------ | -------- |
| 100 metros                  | Kayinsola Ajayi (NGR)                                                                            | 10.51    | Malambo Chongo (ZAM)                                                                          | 10.54    | Matthew van Rooyen (RSA)                                                                         | 10.55    |
| 200 metros                  | Armand van der Walt (RSA)                                                                        | 20.82    | Musbau Adebisi (NGR)                                                                          | 20.97    | Luqmaan Gabier (RSA)                                                                             | 21.34    |
| 400 metros                  | Busang Kebinatshipi (BOT)                                                                        | 44.91    | Thomson Mbewe (ZAM)                                                                           | 46.08    | Kago Seshoka (BOT)                                                                               | 46.23    |
| 800 metros                  | Brian Kiptum Kweyei (KEN)                                                                        | 1:48.31  | Fithawi Garza (ERI)                                                                           | 1:48.74  | Ashenafi Gadisa (ETH)                                                                            | 1:48.87  |
| 1 500 metros                | Reynold Kipkorir Cheruiyot (KEN)                                                                 | 3:33.65  | Ashenafi Gadisa (ETH)                                                                         | 3:36.98  | Gilbert Kipngetich Rono (KEN)                                                                    | 3:37.40  |
| 5 000 metros                | Dan Kibet (UGA)                                                                                  | 13:45.57 | Ayele Tadesse (ETH)                                                                           | 13:45.93 | Vincent Kimaiyo (KEN)                                                                            | 13:46.69 |
| 10 000 metros               | Dennis Mutuku (KEN)                                                                              | 30:00.10 | Amos Kipkurui Langat (KEN)                                                                    | 30:01.20 | Samuel Kibathi Wanjiru (KEN)                                                                     | 30:01.50 |
| 10 km marcha atlética       | Misgana Wakuma Fekansa (ETH)                                                                     | 41:36.64 | Oussama Farhat (TUN)                                                                          | 41:46.79 | Stephen Ndangiri Kihu (KEN)                                                                      | 42:01.45 |
| 110 metros barreiras        | Moncif Kherrafi (ALG)                                                                            | 13.81    | Vihan Kemp (RSA)                                                                              | 13.95    | Joel Iheakolam (NGR)                                                                             | 14.34    |
| 400 metros barreiras        | Wernich van Rensburg (RSA)                                                                       |          |                                                                                               |          |                                                                                                  |          |
| 3.000 metros com obstáculos | Emmanuel Wafula (KEN)                                                                            | 8:56.91  | Yayeh Amsalu (ETH)                                                                            | 9:00.24  | Giedoeon Rotich (UGA)                                                                            | 9:01.21  |
| 4×100 metros estafetas      | Nigéria (NGR) · Kingsley Emeka Unorji · Kayinsola Ajayi · Musibau Adebisi · Nurain Kola Musa     | 39.73    | África do Sul (RSA) · Wihan Kemp · Luqmaan Gabier · Matthew van Rooijen · Armand van der Walt | 40.16    | Zâmbia (ZAM) · Joseph Daka · Malambo Chongo · Lukundo Kapambalala · Chiluba Julio Kapilikisha    | 40.91    |
| 4×400 metros estafetas      | Botswana (BOT) · Enerst Kumevu · Busang Collen Kebinatshipi · Keorapetse Oreokame · Kago Seshoka | 3:08.14  | Zâmbia (ZAM) · Adonai Mukuka Bwalya · Thomson Mbewe · Henry Fulumaka · Martin Mauluka         | 3:10.71  | África do Sul (RSA) · Wiaan Martin · Wernich van Rensburg · Matthew Burnett · Rorisang Rammupudu | 3:10.83  |
| Salto em altura             | Brian Raats (RSA)                                                                                | 2.15 m   | Zyad Amr Sayed Ahmed (EGY)                                                                    | 2.09 m   | Taolo Lesole (BOT)                                                                               | 2.01 m   |
| Salto com vara              | Tamer Ashraf Mohammed (EGY)                                                                      | 5.00 m   | Kareem Mohamed Mahmoud (EGY)                                                                  | 4.80 m   | Tyler Manthe (RSA)                                                                               | 4.60 m   |
| Salto em comprimento        | Charles Edward Godfred (NGR)                                                                     | 7.86 m   | Asande Mthembu (RSA)                                                                          | 7.78 m   | Zaïd Latif (MAR)                                                                                 | 7.77 m   |
| Salto triplo                | Soumaila Sabo (BUR)                                                                              | 15.74 m  | Joel Iheakolam (NGR)                                                                          | 15.72 m  | Takunda Mhete (ZIM)                                                                              | 15.20 m  |
| Arremesso de peso           | JL van Rensburg (RSA)                                                                            | 17.76 m  | Rodney Ngezimani (ZIM)                                                                        | 16.50 m  | Danie Strooh (RSA)                                                                               | 14.32 m  |
| Lançamento de disco         | Danie Strooh (RSA)                                                                               | 58.62 m  | JL van Rensburg (RSA)                                                                         | 47.22 m  | Takunda Billiage Mubariki (ZIM)                                                                  | 46.02 m  |
| Lançamento do martelo       | Charl Greyling (RSA)                                                                             | 66.45 m  | Younes Khatal (ALG)                                                                           | 63.46 m  | Adham Mohamed Ibrahim Mohamed Saleh (EGY)                                                        | 63.35 m  |
| Lançamento do dardo         | Johandre Pienaar (RSA)                                                                           | 66.12 m  | Boris Amakai (CMR)                                                                            | 64.44 m  | Andrew Shabiyemba (ZAM)                                                                          | 59.94 m  |
| Decatlo                     | Nour Hossam Mohamed Tharwat Abdelaal Sakr (EGY)                                                  | 6600 pts | Youssef Hassan Khalaf Abu Al-Layl (EGY)                                                       | 6169 pts | Benhellal Benhellal (ALG)                                                                        | 5688 pts |

Feminino
| Evento                      | Ouro                                                                                              | Ouro     | Prata                                                                                     | Prata               | Bronze                                                                                        | Bronze                    |
| --------------------------- | ------------------------------------------------------------------------------------------------- | -------- | ----------------------------------------------------------------------------------------- | ------------------- | --------------------------------------------------------------------------------------------- | ------------------------- |
| 100 metros                  | Tima Godbless (NGR)                                                                               | 11.45    | Kayla Murray (RSA)                                                                        | 11.70               | Adijatu Rejoice Sule (NGR)                                                                    | 11.77                     |
| 200 metros                  | Tima Godbless (NGR)                                                                               | 23.35    | Georgiana Sesay (SLE)                                                                     | 24.30               | Adetutu Funmilayo Aladeloye (NGR)                                                             | 24.33                     |
| 400 metros                  | Opeyemi Deborah Oke (NGR)                                                                         | 52.67    | Precious Molepo (RSA)                                                                     | 53.14               | Ada Princess Bright (NGR)                                                                     | 54.05                     |
| 800 metros                  | Peninah Muthoni Mutisya (KEN)                                                                     | 2:03.55  | Mitn Ewunete (ETH)                                                                        | 2:04.14             | Judy Kemunto (KEN)                                                                            | 2:04.55                   |
| 1 500 metros                | Wubrist Aschal (ETH)                                                                              | 4:37.78  | Samrawit Muluget (ETH)                                                                    | 4:38.63             | Mitn Ewunete (ETH)                                                                            | 4:39.10                   |
| 3 000 metros                | Asmarech Anley (ETH)                                                                              | 8:56.7   | Yenawa Kefale (ETH)                                                                       | 8:57.8              | Aynadis Mebrit (ETH)                                                                          | 8:58.4                    |
| 5 000 metros                | Wubrist Aschal (ETH)                                                                              | 16:43.37 | Aynadis Mebrit (ETH)                                                                      | 16:44.53            | Asmarech Anley (ETH)                                                                          | 16:44.55                  |
| 10 km marcha atlética       | Maysaa Boughdir (TUN)                                                                             | 52:48.64 | Ilhem Mansouri (ALG)                                                                      | 54:16.42            | Janise Nell (RSA)                                                                             | 58:37.71                  |
| 100 metros barreiras        | Chane Kok (RSA)                                                                                   | 14.29    | Natasha Gertenbach (RSA)                                                                  | 14.33               | Malak Ayman Rashwan (EGY)                                                                     | 14.67                     |
| 400 metros barreiras        | Anje Nel (RSA)                                                                                    | 58.11    | Sita Sibiri (BUR)                                                                         | 60.50               | Douae Gourinda (MAR)                                                                          | 63.83                     |
| 3.000 metros com obstáculos | Pamela Kosgei (KEN)                                                                               | 10:06.47 | Phemelo Matshaba (RSA)                                                                    | 13:00.20            | Apenas dois participantes                                                                     |                           |
| 4×100 metros estafetas      | África do Sul (RSA) · Natasha Gertenbach · Kayla La Grange · Kaylee Le Roux · Kayla Murray        | 45.70    | Zâmbia (ZAM) · Blessings Miyambo · Ruth Mutale · Kabinga Mpande · Edna Ngadula            | 46.04               | Costa do Marfim (CIV) · Munetsi Rujeko · Priviledge Bower · Linnet Zembe · Samukeliso Ndebele | 47.13                     |
| 4×400 metros estafetas      | Nigéria (NGR) · Ada Princess Bright · Queen Usunobun · Osaretin Joy Usenbor · Opeyemi Deborah Oke | 3:38.64  | África do Sul (RSA) · Jessica van Heerden · Anje Nel · Michaela Thomsen · Precious Molepo | 3:40.07             | Zâmbia (ZAM) · Susan Mwape · Emelda Kapunjila · Ruth Mutale · Cryness Muleya                  | 3:46.60                   |
| Salto em altura             | Goitseone Joel (BOT)                                                                              | 1.60 m   | Apenas um finalista                                                                       | Apenas um finalista | Apenas um finalista                                                                           | Apenas um finalista       |
| Salto com vara              | Shannon Purchase (RSA)                                                                            | 3.40 m   | Shahd Mohamed Fouad Mohamed (EGY)                                                         | 3.25 m              | Apenas dois participantes                                                                     | Apenas dois participantes |
| Salto em comprimento        | Grace Oshiokpu (NGR)                                                                              | 5.85 m   | Wissal Harkas (ALG)                                                                       | 5.70 m              | Aya El Aglaoui (MAR)                                                                          | 5.63 m                    |
| Salto triplo                | Grace Oshiokpu (NGR)                                                                              | 13.02 m  | Aya El Aglaoui (MAR)                                                                      | 12.57 m             | Wissal Harkas (ALG)                                                                           | 12.53 m                   |
| Arremesso de peso           | Ashley Erasmus (RSA)                                                                              | 16.11 m  | Tuane Silver (NAM)                                                                        | 14.88 m             | Frederick Lemongo Nkoulou (CMR)                                                               | 14.63 m                   |
| Lançamento de disco         | Ashley Erasmus (RSA)                                                                              | 50.91 m  | Tuane Silver (NAM)                                                                        | 44.23 m             | Frederick Lemongo Nkoulou (CMR)                                                               | 38.77 m                   |
| Lançamento do martelo       | Nada Soliman Abdelnaby (EGY)                                                                      | 53.96 m  | Zmorda Hajji (TUN)                                                                        | 48.12 m             | Cilethe Julies (RSA)                                                                          | 47.66 m                   |
| Lançamento do dardo         | Mwanaamina Mkwayu (TAN)                                                                           | 47.33 m  | Irene Chepkemboi (KEN)                                                                    | 47.28 m             | Merinda Cronje (RSA)                                                                          | 40.10 m                   |
| Heptatlo                    | Malak Ayman Rashwan (EGY)                                                                         | 5049 pts | Roline Louw (RSA)                                                                         | 4570 pts            | Apenas dois participantes                                                                     | Apenas dois participantes |

Misto
| Evento                 | Ouro                                                                                            | Ouro    | Prata         | Prata   | Bronze       | Bronze  |
| ---------------------- | ----------------------------------------------------------------------------------------------- | ------- | ------------- | ------- | ------------ | ------- |
| 4×400 metros estafetas | África do Sul (RSA) · Wiaan Martin · Jessica van Heerden · Rorisang Rammupudu · Precious Molepo | 3:25.42 | Nigéria (NGR) | 3:25.60 | Quénia (KEN) | 3:29.38 |

## Quadro de medalhas

### Sub-18
| Ordem | País           | Medalha de ouro | Medalha de prata | Medalha de bronze | Total |
| ----- | -------------- | --------------- | ---------------- | ----------------- | ----- |
| 1     | África do Sul  | 19              | 7                | 9                 | 35    |
| 2     | Nigéria        | 8               | 8                | 3                 | 19    |
| 3     | Quênia         | 6               | 7                | 6                 | 19    |
| 4     | Egito          | 2               | 5                | 2                 | 9     |
| 5     | Argélia        | 2               | 4                | 5                 | 11    |
| 6     | Etiópia        | 2               | 3                | 2                 | 7     |
| 7     | Tunísia        | 2               | 1                | 2                 | 5     |
| 8     | Burquina Fasso | 0               | 1                | 2                 | 3     |
| 9     | Camarões       | 0               | 1                | 0                 | 1     |
| 9     | Moçambique     | 0               | 1                | 0                 | 1     |
| 9     | Zimbabwe       | 0               | 0                | 1                 |       |
| 12    | Djibuti        | 0               | 0                | 1                 | 1     |
| 12    | Gâmbia         | 0               | 0                | 1                 | 1     |
| 12    | Gana           | 0               | 0                | 1                 | 1     |
| 12    | Tanzânia       | 0               | 0                | 1                 | 1     |
| 12    | Zâmbia         | 0               | 0                | 1                 | 1     |
| Total | Total          | 41              | 39               | 36                | 116   |

### Sub-20
| Ordem | País           | Medalha de ouro | Medalha de prata | Medalha de bronze | Total |
| ----- | -------------- | --------------- | ---------------- | ----------------- | ----- |
| 1     | África do Sul  | 13              | 10               | 7                 | 30    |
| 2     | Nigéria        | 9               | 2                | 4                 | 15    |
| 3     | Quênia         | 6               | 2                | 6                 | 14    |
| 4     | Etiópia        | 4               | 7                | 4                 | 15    |
| 5     | Egito          | 4               | 3                | 2                 | 9     |
| 6     | Botswana       | 3               | 0                | 2                 | 5     |
| 7     | Argélia        | 1               | 3                | 2                 | 6     |
| 8     | Tunísia        | 1               | 2                | 0                 | 3     |
| 9     | Burquina Fasso | 1               | 1                | 0                 | 2     |
| 10    | Zimbabwe       | 1               | 0                | 4                 | 5     |
| 11    | Tanzânia       | 1               | 0                | 1                 | 2     |
| 11    | Uganda         | 1               | 0                | 1                 | 2     |
| 13    | Zanzibar       | 0               | 4                | 3                 | 7     |
| 14    | Namíbia        | 0               | 2                | 0                 | 2     |
| 15    | Marrocos       | 0               | 1                | 3                 | 4     |
| 16    | Camarões       | 0               | 1                | 2                 | 3     |
| 17    | Eritreia       | 0               | 1                | 10                | 1     |
| 17    | Lesoto         | 0               | 1                | 0                 | 1     |
| Total | Total          | 45              | 40               | 41                | 126   |